# راتلی، نورث‌آمبرلند
راتلی (به انگلیسی: Rothley) یک روستا و محله مدنی در بریتانیا است که در نورث‌آمبرلند واقع شده‌است. راتلی ۱۶۰ نفر جمعیت دارد.